# Abertura (Cáceres)
Abertura es un municipio y localidad española de la provincia de Cáceres, en la comunidad autónoma de Extremadura. El término municipal tiene una población de 368 habitantes (INE 2024).

## Geografía física
El término municipal es generalmente llano, con una altitud comprendida entre 380 y 430 m sobre el nivel del mar, teniendo al Esparragosa como la cota más alta. Los principales cursos de agua son los ríos Búrdalo y Alcollarín.

## Historia

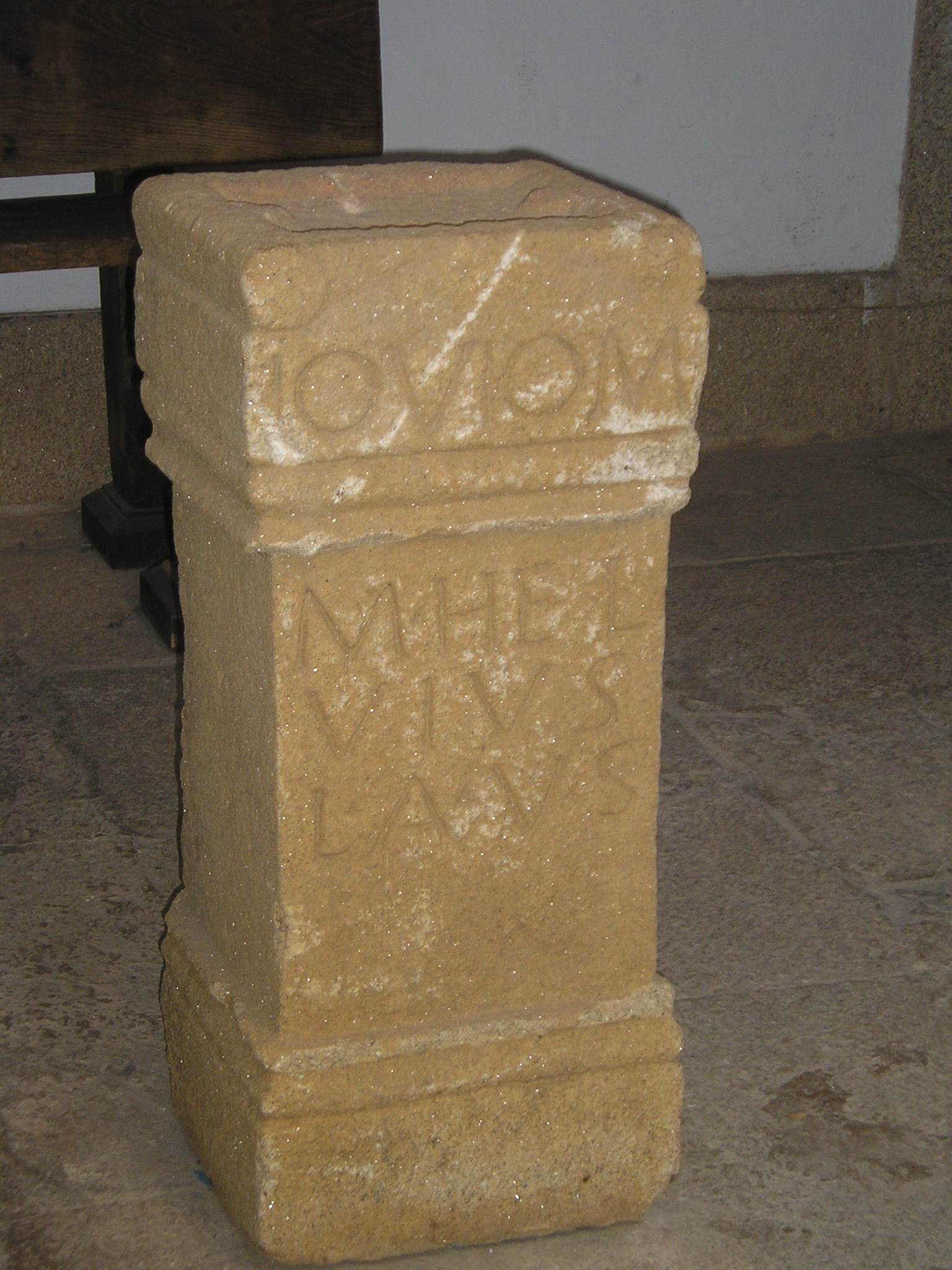
Ara votiva romana encontrada en el término municipal de Abertura

En 1594 formaba parte de la Tierra de Trujillo en la provincia de Trujillo
A la caída del Antiguo Régimen la localidad se constituye en municipio constitucional en la región de Extremadura que desde 1834 quedó integrado en partido judicial de Logrosán que en el censo de 1842 contaba con 200 hogares y 1096 vecinos. La localidad aparece descrita en el primer volumen del Diccionario geográfico-estadístico-histórico de España y sus posesiones de Ultramar de Pascual Madoz de la siguiente manera:

ABERTURA: l. con ayunt., de la prov. y aud. terr. de Cáceres (10 leg.), part. jud. de Lograsan (5), c. g. de Estremadura (Badajoz 17), dióc. de Plasencia (17) y adm. de rent. de Trujillo (3 1/2): sit.  en la falda S. de una colina, combatido por los aires de este punto y de O., se estiende la vista en una agradable perspectiva á dist. de 8 y 10 leg. desde uno de los cerros que le dominan; su clima es templado y sano, siendo las enfermedades que con mas frecuencia se padecen, fiebres remitentes é intermitentes: tiene 210 casas de un solo piso, algunas de ellas poco uniformes y aseadas, una plaza cuadrilonga, casa consistorial, cárcel insegura y mal sana, escuela de primera enseñanza sostenida por los 40 niños y 20 niñas que á ella concurren, pósito, igl. parr. dedicada á S. Juan Bautista, ant. y poco sólida, sit. al estremo S. del pueblo, con un reloj de campana en la torre y servida por un cura propio; cementerio y dos ermitas en los afueras. Confina el term.  que por donde mas se estiende es 1/2 hora, al E. con el de Zorita y Alcollarin, S. con Escurial, O. con Villamesia y N. con Sta. Cruz y Puerto: todo está minado y lleno de fuentes de esquisitas aguas, y lo cruzan el pequeño r. Caballeros, sin puente y multitud de arroyuelos que se secan en el verano: el terreno, escepto la deh. Boyal, es de labor de ínfima clase y abraza 2853 fan., 6 celemines; estos corresponden á la única huerta que hay en el pueblo, la cual se riega artificialmente y cria hortaliza y alguna fruta; de aquellas se cultivan solo 1760 fan. pues la deh. ocupa 804; 60 llamadas de cordel están desuñadas para descanso del ganado transeunte, y el resto son canteras de peña viva y monte de retama y mata parda que no puede cultivarse: las labores se hacen con 60 yuntas de ganado vacuno y algunas de asnos. Los caminos son solo de herradura de pueblo á pueblo y se hallan en buen estado: el ayunt. manda un hombre á la adm. de Miajadas á tomar y dejar la correspondencia : ind.  la agricultura, grangeria, fáb. de paño pardo: las mugeres se dedican al hilado de lana y lino. Prod.  Centeno, avena, trigo, cebada, garbanzos, lino, aceite, vino, ganado vacuno, cerdoso, lanar basto, cabrio, asnal, caballar, aves domésticas, conejos, liebres, perdices y algunos lobos. Pobl.  200 vec.: 1096 alm.; cap. prod.  1.921,500 rs; imp.  96,075; contr.  17,867 rs. vn.
(Madoz, 1845, pp. 52-53)

## Demografía
Abertura cuenta con una población de 368 habitantes (INE 2024).
| Gráfica de evolución demográfica de Abertura entre 1842 y 2021                                                      |
| |
| Población de derecho según los censos de población del INE Población de hecho según los censos de población del INE |

## Administración y política
| Partidos políticos en el Ayuntamiento de Abertura (2011-2015) |            |
| Partido político                                              | Concejales |
| Socialistas Independientes de Extremadura (SIEX)              | 5          |
| Partido Socialista Obrero Español (PSOE)                      | 2          |

## Educación
En 2001, Abertura era el tercer municipio de más de 100 habitantes de la provincia de Cáceres con un mayor porcentaje de población sin estudios. En total, el 66,2 % de la población del municipio mayor de 10 años carecía de cualquier tipo de formación educativa. Este porcentaje era notoriamente superior al 23,9 % de la media regional y al 15,3 % de la media estatal.

## Patrimonio
- Iglesia parroquial de San Juan Bautista[8] (siglo XV). Iglesia parroquial católica en la Archidiócesis de Mérida-Badajoz, Diócesis de Plasencia, arciprestazgo de Miajadas[9]
- Ermita de Santa Ana.

## Festividades
- San Gregorio Ostiense, el 9 de mayo
- Romería el 25 y 26 de julio, fiestas patronales en honor a Santa Ana, en la cual se celebra una romería hasta la ermita del pueblo.